# ديفيد ماك
ديفيد ماك (بالإنجليزية: David Mack) هو منافس ألعاب قوى وضابط شرطة أمريكي، ولد في 30 مايو 1961 في كومبتون في الولايات المتحدة.

## وصلات خارجية
- ديفيد ماك على موقع الاتحاد الدولي لألعاب القوى (الإنجليزية)